# Харитоновская (Озерецкий сельсовет)
Харитоновская — упразднённая деревня в Тарногском районе Вологодской области России.

## География
Урочище находится в северо-восточной части области, в подзоне средней тайги, на берегу озера Среднего (Васильевского), через которое протекает река Яхреньга, на расстоянии примерно 12 километров (по прямой) к северо-востоку от села Тарногский Городок, административного центра района.

### Климат
Климат характеризуется как умеренно континентальный, с продолжительной холодной зимой и умеренно тёплым летом. Среднегодовая температура воздуха — +1,5 °C. Средняя температура воздуха самого холодного месяца (января) — −13,6 °C (абсолютный минимум — −52 °C), средняя температура самого тёплого (июля) — +16,8 °С (абсолютный максимум — +37 °С). Вегетационный период длится 115 дней. Среднегодовое количество атмосферных осадков составляет 667 мм, из которых около 67 % выпадает в тёплый период. Снежный покров держится в течение 168 дней. В течение года преобладают ветра юго-западного направления. Среднегодовая скорость ветра 3,3 м/с.

## История
Упоминается в 1685 году как деревня Озерецкой волости.
В «Списке населённых мест Вологодской губернии по сведениям 1859 года» населённый пункт упомянут как удельная деревня Харитоновская (Васильевская) Тотемского уезда, расположенная в 119 верстах от уездного города. В деревне имелось 11 дворов и проживал 91 человек (40 мужчин и 51 женщина). В 1881 году входила в состав Шевденицкой волости.
По данным 1926 года в деревне имелось 28 хозяйств и проживало 117 человек (55 мужчин и 62 женщины). В административном отношении входила в состав Озерецкого сельсовета Кокшенгского района.
Действовал колхоз «Окатовская». В 1940 году деревня Харитоновская (Васильевская) входила в состав Озерецкого сельсовета Тарногского района. Упразднена не позднее 1973 года.